# 斯洛比德卡 (亞爾莫林齊區)
49°15′51″N 27°5′15″E / 49.26417°N 27.08750°E
斯洛比德卡（烏克蘭語：Слобідка）是位於烏克蘭西部的村莊，由赫梅利尼茨基州裡赫梅利尼茨基區的羅茲索沙市鎮負責管轄。該村面積1.82平方公里，海拔高度310米，2001年人口231，人口密度每平方公里127.3人。